# Bastille Peak
Bastille Peak är en bergstopp i Kanada.   Den ligger i territoriet Nunavut, i den östra delen av landet, 2 500 km norr om huvudstaden Ottawa. Toppen på Bastille Peak är 1 733 meter över havet, eller 221 meter över den omgivande terrängen. Bredden vid basen är 1,4 km.
Terrängen runt Bastille Peak är huvudsakligen bergig, men åt nordväst är den kuperad. Trakten runt Bastille Peak är nära nog obefolkad, med mindre än två invånare per kvadratkilometer.. Det finns inga samhällen i närheten. 
Trakten runt Bastille Peak är permanent täckt av is och snö.